# Pomocník
Pomocník é um filme de drama tchecoslovaco de 1982 dirigido e escrito por Zoro Zahon e Ladislav Ballek. Foi selecionado como represente da Tchecoslováquia à edição do Oscar 1983, organizada pela Academia de Artes e Ciências Cinematográficas.

## Elenco
- Gábor Koncz - Valent Lancaric
- Elo Romancik - Riecan
- Ildikó Pécsi - Mrs. Riecan
- Marta Sládecková - Eva Riecanová
- Ivan Mistrík - Dobrik
- Milan Kis - Filadelfi
- József Ropog - Torok
- Hana Talpová - Vilma
- Július Satinský - Dr. Bielik